# باول تومسون (لاعب هوكي الجليد)
باول تومسون (بالإنجليزية: Paul Thompson)‏ هو لاعب هوكي الجليد أمريكي، ولد في 30 نوفمبر 1988 في ديري في الولايات المتحدة.

## وصلات خارجية
- باول تومسون على موقع دوري الهوكي الوطني (الإنجليزية)
- باول تومسون على موقع EliteProspects.com (الإنجليزية)
- باول تومسون على موقع HockeyDB.com (الإنجليزية)
- باول تومسون على موقع Hockey-Reference.com (الإنجليزية)